# British thermal unit
Pour les articles homonymes, voir BTU.

Le British thermal unit (abrégé en Btu ou BTU) est une unité d'énergie utilisée dans certains pays anglophones. Elle est définie par la quantité de chaleur nécessaire pour élever la température d'une livre anglaise d'eau d'un degré °F à la pression constante d'une atmosphère.

## Valeur enjoulesdu BTU
Le choix de la température à laquelle le réchauffement se produit mène à des valeurs légèrement différentes (d'environ 0,5 %) du BTU :
| Nom            | Valeur (J)         | Notes |
| -------------- | ------------------ | --- |
| 39 °F          | ≈ 1 059,67         | Utilise la calorie de l'eau à sa densité maximale (39,1–39,2 °F) |
| Moyenne        | ≈ 1 055,87         | Utilise une calorie moyenne (de 32 °F à 212 °F, c'est-à-dire de 0 °C à 100 °C) |
| IT             | ≡ 1 055,055 852 62 | Le BTU le plus répandu, utilisant la calorie IT (International [Steam] Table), elle-même définie par l'eau à 14,5 °C (58,1 °F) par la Fifth International Conference on the Properties of Steam (Cinquième conférence internationale sur les propriétés de la vapeur), tenue à Londres en juillet 1956. |
| 59 °F          | ≡ 1 054,804        | Principalement américain. Utilise la calorie 15 °C, qui vaut exactement 4,185 5 J. |
| 60 °F          | ≈ 1 054,68         | Principalement canadien |
| 63 °F          | ≈ 1 054,6          | Possiblement apocryphe |
| ISO            | ≡ 1 054,5          | ISO 31 |
| Thermochimique | ≡ 1 054,350 264 44 | (Calculé à partir de 9 489,152 380 4 ÷ 9), utilise la calorie thermochimique d'exactement 4,184 J. |

Un BTU vaut approximativement :
- 252–253 cal
- 778–782 ft·lbf (pieds-livres-force)
- 1 054-1 060 joules
- 0,293-0,294 Wh

Le quad (abréviation de quadrillion) est définie comme valant 1015 BTU, ce qui est environ 1,055×1018 joules, et le therm est défini aux États-Unis et dans l'Union européenne comme étant 100 000 BTU — mais les États-Unis utilisent le BTU59 °F tandis que l'Union européenne utilise le BTUIT. 
Il faut remarquer que mille Btu sont aussi notés 1 MBtu et un million de Btu, 1 MMBtu (cette dernière unité étant utilisée pour le prix en bourse du gaz aux États-Unis, donné en USD/MMBtu, alors que, au Royaume-Uni, ce prix est donné en GBp/therm, soit en pence per therm, et que, dans l'Union européenne, on le donne en €/MWh).

## Unité de puissance associée, BTU/h
Le British Thermal Unit par heure ou British Thermal Unit per hour (abrégé en BTU/h ou quelquefois, improprement, en BTU ou BTU.h) est une unité anglo-saxonne de puissance qui est définie par la puissance d'un système délivrant ou consommant une BTU en une heure.  
- Un watt vaut environ 3,412 14 BTU/h[3].
- 1 000 BTU/h (noté aussi 1 MBH, à ne pas confondre avec MPH ou mph, miles per hour) valent approximativement 293,071 W.

Il est souvent utilisé pour décrire la quantité de chaleur par unité de temps (la puissance) pouvant être dégagée par une unité chauffante (chaudière) ou réfrigérante (climatisation), ou dans le dégagement de chaleur de serveurs informatique ; dans ce cas la formule de calcul est :
{\displaystyle {\text{BTU/h}}={\text{volts}}\times {\text{amperes}}\times \cos(\varphi )\times 3{,}41}
Le facteur de puissance {\displaystyle \cos(\varphi )} n'est parfois pas renseigné et peut être compris entre 0 et 1. Un facteur de {\displaystyle {\sqrt {3}}} doit être ajouté en triphasé.